# Asenav
Asenav (acrónimo de Astilleros y Servicios Navales S.A.) es un astillero privado chileno fundado en la ciudad de Valdivia, Región de Los Ríos, Chile, en el año 1974 por el inmigrante alemán Eberhard Kossmann Bartels, arquitecto naval e ingeniero mecánico. Su centro administrativo se ubica en la comuna de Las Condes, Santiago y el astillero se encuentra en Valdivia, en la ribera del río Calle-Calle.

## Historia
Eberhard Kossmann en el año 1962, a sus 26 años de edad cruzó ilegalmente desde Alemania Oriental hacia Alemania Occidental, para posteriormente huir con rumbo a Sudamérica, específicamente a Perú donde en ese entonces residía uno de sus hermanos. En el año 1964 llegó a Chile, lugar donde conoció a su esposa Christa Perl y consiguió la representación de empresas alemanas en el rubro de la maquinaria.  A principios de la década de 1970, Eberhard trabajó como ingeniero en jefe de algunos astilleros en Valdivia y en 1972 se le encargó la construcción de la barcaza "La Pincoya", por parte de la Corporación de Fomento de la Producción (Corfo). Dos años más tarde, se aventuró a lanzar su propia empresa, cimentando lo que había comenzado con cinco empleados trabajando en un pequeño galpón de madera de eucalipto hace tan solo dos años atrás.

## Servicios
El astillero se ubica a 15 km de la Bahía de Corral, en la ribera del río Calle-Calle, y cuenta con alrededor de 470 trabajadores de planta y 128.000 m² de extensión, dedicados tanto a la construcción y reparación de embarcaciones como al servicio de Boat Parking. Cuenta con tres plantas de producción en las cuales Asenav ha construido variados tipos de embarcaciones, tales como transbordadores, remolcadores, barcos turísticos, barcos pesqueros, entre otros.

### Reparaciones
Asenav cuenta con un syncrolift para carenar, reparar y transformar embarcaciones de hasta 1.200 toneladas de desplazamiento, 75 m de eslora y 19 m de manga. Las embarcaciones después de ser elevadas verticalmente con el Shiplift, son trasladadas transversalmente a una estación de trabajo mediante doce bojes con una capacidad de levante de 125 toneladas cada uno. Estas instalaciones están equipadas para llevar a cabo tratamientos con zinc, aluminio y acero inoxidable de superficies metálicas, mantención de equipos de propulsión, mantención de equipos óleo-hidráulicos, transformaciones estructurales y de interior, alargamiento de eslora, entre otros.

### Construcciones

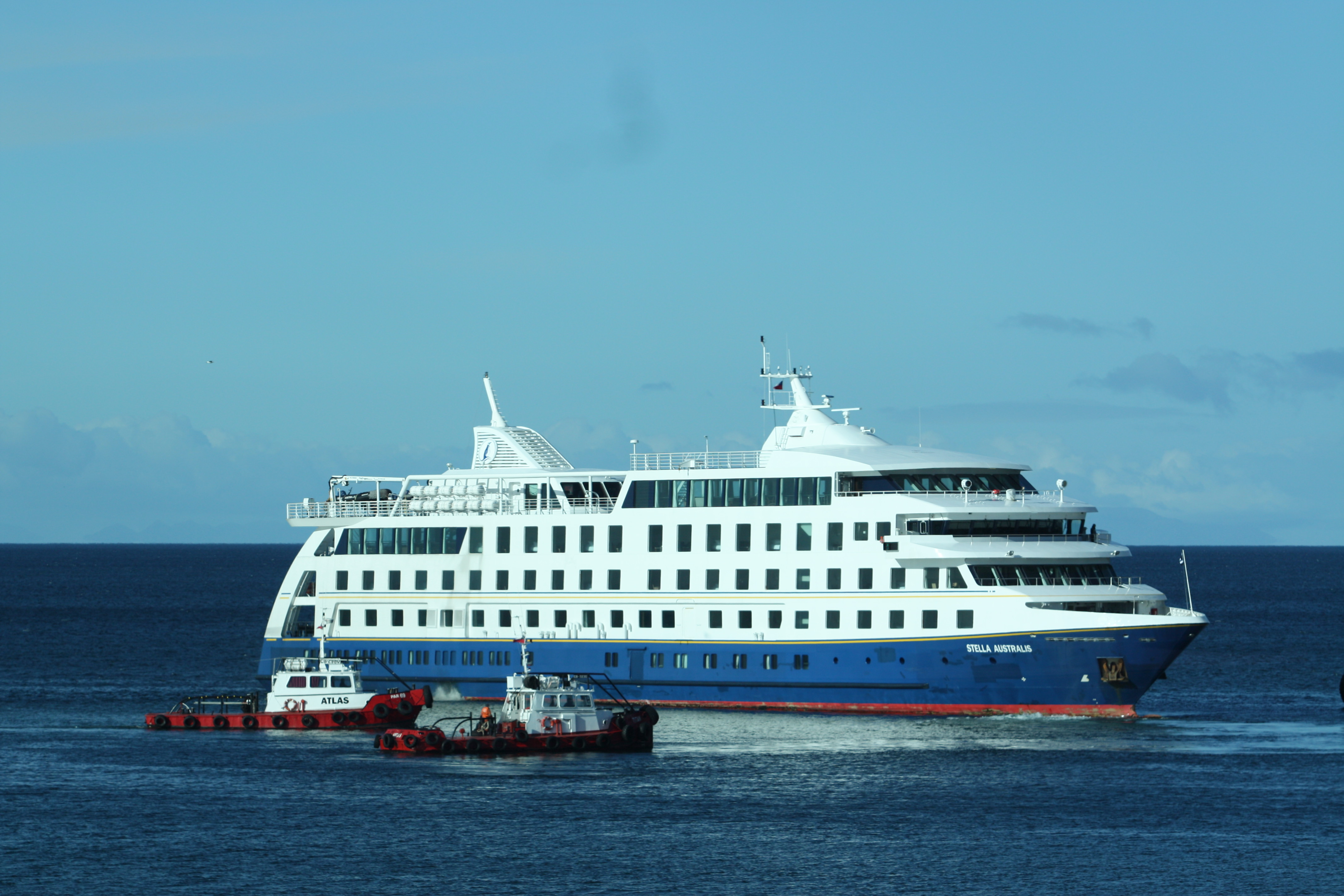
Barco Stella Australis, construido en 2010 en Asenav, navegando en Punta Arenas.

- Transbordadores
  - La Pincoya (1972) ......
  - Trauco (1975) .
  - Cai-Cai (1978) .
  - El Colono (1978) .
  - Cruz el Sur I (1980) ..
  - Tehuelche (1988) .
  - Fueguino (1999)
  - Alonso de Ercilla (2001)
  - Patagonia (2006)
  - Cruz del Sur II (2006)
  - Crux Australis (2008)
  - Cullamo (2010)
  - Don Jaime (2012)
  - M.V. Pelee Islander II. Transbordador encomendado para reemplazar a M.V. Pelee Islander (est. 2018).[5]

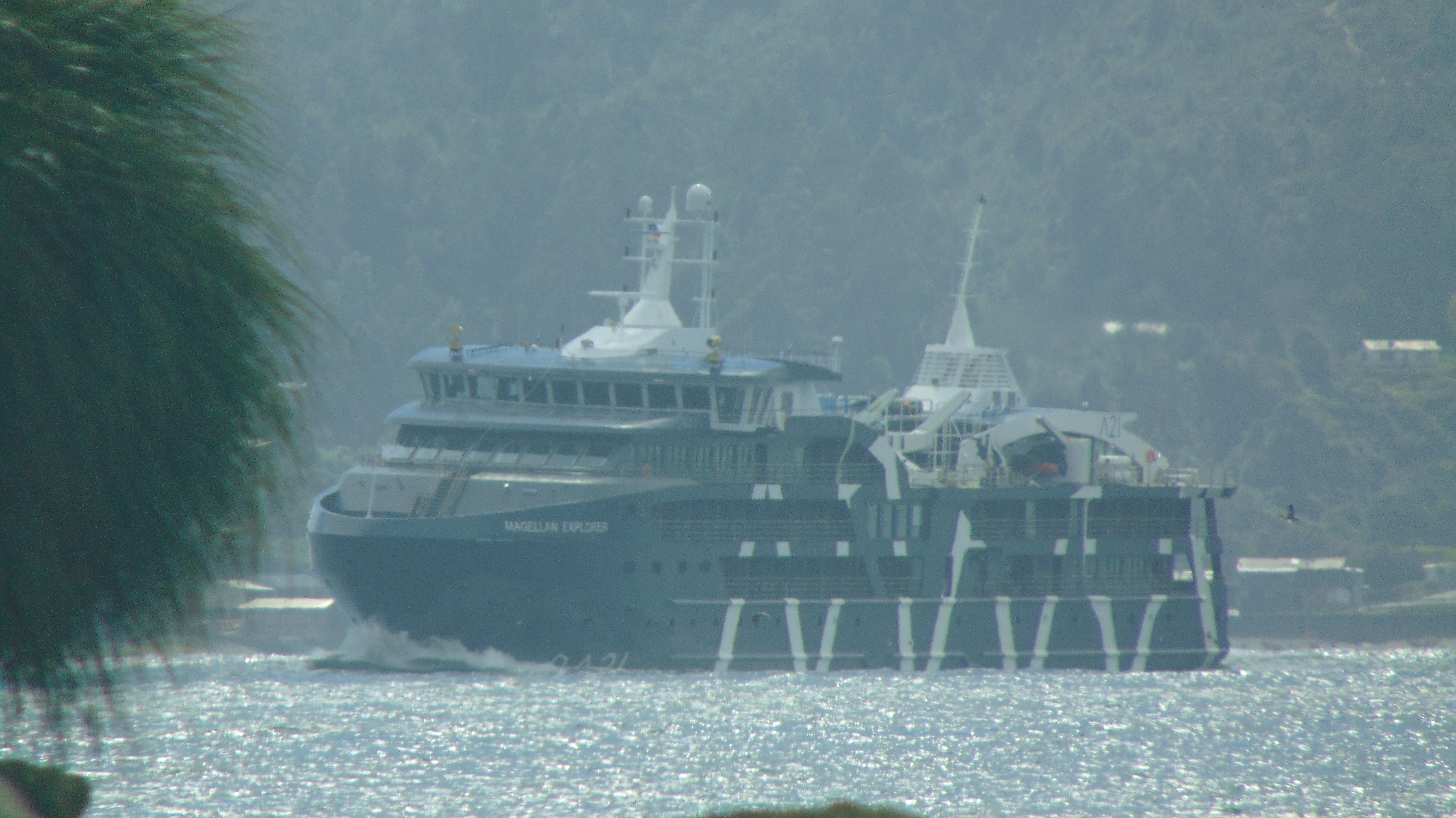
Barco de pasajeros Magellan Explorer

- Remolcadores
  - Pulli (1991)
  - Pirehueico (1996)
  - Chan Chan (2000)
  - Riñihue (2002)
  - Svitzer Bedford (2005)
  - Skyring (2007)
  - Loncura (2008)
  - Punta Pereira (2012)
- Barcos turísticos
  - Patagonia Express (1991)
  - Luciano Beta (1994)
  - Mystique Princess (1996)
  - Mare Australis (2002)
  - Atmosphere (2006)

- - Stella Australis (2010)

- - Ventus Australis (2017)[6]
  - Magellan Explorer (2019)[7]
- Barcos pesqueros
  - Tritón (1993)
  - Pehuenco (1994)
  - Corsario I (1997)
  - Christian í Grótinum (1997)
  - El Cazador (1997)
  - Murman II (1998)
- Remolcadores costa afuera
  - Skandi Stord (1998)
  - Maersk Dispatcher (2005)
  - Maersk Nomad (2009)
  - Maersk Nexus (2010)
- Embarcaciones vivero (Wellboats)
  - Don Antonio C (2003)
  - Patagón IV (2003)
  - Patagón V (2004)
  - Patagón VI (2007)
  - Patagón VII (2012)